# Youssef El Jebli
Youssef El Jebli, né le 27 décembre 1992 à Utrecht aux Pays-Bas, est un footballeur néerlando-marocain évoluant avec l'équipe d'Al-Batin FC.

## Biographie

### En club

#### Débuts et formation à De Graafschap
Youssef naît à Utrecht aux Pays-Bas dans une famille marocaine de 5 enfants. Il grandit dans le quartier d'Overvecht et est inscrit par son père dans le club de sa ville le VWO à l'âge de six ans. Il quitte le club quatre saisons plus tard à cause du peu de scouts qui venait regarder les joueurs du club, ce qui empêchait El Jebli d'être repéré par de plus grands clubs. Il rejoint ensuite l'USV Elinkwijk, club amateur le plus connu à Utrecht. Il déclare: "Je me disais que si Ibrahim Afellay, Ismail Aissati et Zakaria Labyad ont eu leur chances dans ce club, pourquoi pas moi? Mais cela n'a pas été le cas". Il quitte le club une saison plus tard pour Hercules. En juillet 2010, il évolue avec les -19 ans du Heracles Utrecht, club durant lequel il y jouera pendant 3 saisons avant de faire officiellement ses débuts dans l'équipe A, toujours en niveau amateur. Il jouera une saison avec l'équipe A avant de se voir transféré au FC Lienden, un club également amateur qui proposera à Youssef encore plus de temps de jeu. Ce dernier marquera 17 buts en 29 matchs, ce qui attirera l'intérêt de plusieurs clubs professionnels en fin de saison 2014-15 dont le FC Twente, le FC Dordrecht ainsi que De Graafschap. Lorsqu'il a 22 ans, il est repéré par les scouts du club De Graafschap qui évoluait à cette époque en championnat amateur.
C'est finalement le club De Graafschap qui signera Youssef El Jebli pour une durée de 4 saisons. Suivant la prodige marocaine depuis quelques années, l'entraîneur Jan Vreman promettra à Youssef El Jebli énormément de temps de jeu en Eredivisie. Lors de sa première saison 2015/2016, il dispute 31 matchs en Eredivisie (première division néerlandaise) avec De Graafschap.
Finissant la saison comme étant parmi les trois derniers du championnat lors de la saison 2015-16, Youssef voit son équipe relégué en deuxième division. Lors de la saison suivante 2016/2017, il inscrit quatre buts en Eerste Divisie (deuxième division néerlandaise) avec cette équipe. Lors de la saison 2017-18, il fait des prestations remarquables en marquant 9 buts et délivrant 14 passes décisives en 42 matchs. L'équipe sera promu en Eredivisie pour la saison 2018-19, d'une partie grâce à un El Jebli exceptionnel.

### Sélection nationale
En 2019, Youssef El Jebli fait part de son envie d'évoluer avec l'équipe nationale marocaine.

## Statistiques

### Statistiques détaillées
| Saison                | Club                  | Championnat           | Championnat | Championnat | Championnat | Coupe(s) nationale(s) | Coupe(s) nationale(s) | Coupe(s) nationale(s) | Compétition(s) continentale(s) | Compétition(s) continentale(s) | Compétition(s) continentale(s) | Compétition(s) continentale(s) | Autres compétitions | Autres compétitions | Autres compétitions | Autres compétitions | Maroc | Maroc | Maroc | Total | Total | Total |
| Saison                | Club                  | Division              | M.          | B.          | P.d.        | M.                    | B.                    | P.d.                  | Comp.                          | M.                             | B.                             | P.d.                           | Comp.               | M.                  | B.                  | P.d.                | M.    | B.    | P.d.  | M.    | B.    | P.d.  |
| 2015-2016             | De Graafschap         | Eredivisie            | 31          | 1           | 3           | 3                     | 0                     | 0                     | -                              | -                              | -                              | -                              | -                   | -                   | -                   | -                   | -     | -     | -     | 34    | 1     | 3     |
| 2016-2017             | De Graafschap         | Jupiler League        | 27          | 4           | 0           | -                     | -                     | -                     | -                              | -                              | -                              | -                              | -                   | -                   | -                   | -                   | -     | -     | -     | 27    | 4     | 0     |
| 2017-2018             | De Graafschap         | Jupiler League        | 37          | 8           | 3           | 5                     | 1                     | 0                     | -                              | -                              | -                              | -                              | -                   | -                   | -                   | -                   | -     | -     | -     | 42    | 9     | 3     |
| 2018-2019             | De Graafschap         | Eredivisie            | 32          | 10          | 7           | 6                     | 1                     | 3                     | -                              | -                              | -                              | -                              | -                   | -                   | -                   | -                   | -     | -     | -     | 38    | 11    | 10    |
| Total sur la carrière | Total sur la carrière | Total sur la carrière | 127         | 23          | 9           | 14                    | 2                     | 3                     | -                              | -                              | -                              | -                              | -                   | -                   | -                   | -                   | 0     | 0     | 0     | 141   | 25    | 12    |